# Paternità (trattamento)

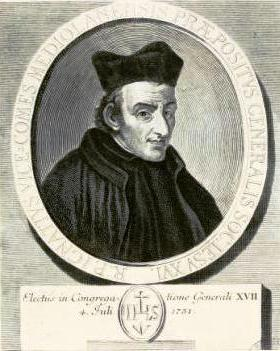
Ignazio Visconti, XVI preposito generale dei gesuiti

Sua paternità è il titolo che spetta, nella Chiesa cattolica, ai generali della Compagnia di Gesù, fondata da Ignazio di Loyola nel 1540.
Il preposito generale della Compagnia di Gesù è il moderatore supremo dell'ordine. Viene eletto a vita dalla Congregazione generale dell'ordine, composta dai superiori provinciali e da due religiosi professi per ogni provincia. Visto che come il papa è eletto a vita, per il fatto che i gesuiti fanno voto di totale obbedienza al papa e per la tonaca nera che porta è chiamato comunemente "papa nero".